# Kappa Velorum
Kappa Velorum is een spectroscopische dubbelster met een rotatieperiode van 116,65 dagen in het sterrenbeeld Zeilen. Het is een heldere ster, maar hij is niet te zien vanuit de Benelux.